# Dendrocryphaea lechleri
Dendrocryphaea lechleri är en bladmossart som beskrevs av Jean Édouard Gabriel Narcisse Paris, W. P. Schimper och Thériot 1935. Dendrocryphaea lechleri ingår i släktet Dendrocryphaea och familjen Cryphaeaceae. Inga underarter finns listade i Catalogue of Life.